# 中西部地方 (ブルキナファソ)
中西部地方(フランス語：Centre-Ouest)はブルキナファソ中部の地方。
2013年の人口は約142.8万人。

中心都市はクドゥグ。

## 行政区画
| 県             | 県都     | 2011年の人口 |
| -------------- | -------- | ------------ |
| サンギエ県     | レオ     | 333,195      |
| シッシリ県     | レオ     | 240,830      |
| ジロ県         | サプイ   | 207,079      |
| ブルキアンデ県 | クドゥグ | 567,680      |

## 地理
- 北：北部地方
- 東：中央大地地方
- 東：中部地方
- 東：中南部地方
- 南：ガーナ
- 南西：南西部地方
- 西：ブクル・デュ・ムウン地方

## 教育
15歳以上の識字率は2003年に23.0%だったが、2008年には28.3%に上昇した。

2011年には、小学校が1002校、中学校が112校有った。
2010年度には、クドゥグ大学で約5400人が学んでいた。

2010年度に13～19歳の中学生は10.1%で、全国平均の10.7%より低い。

## 言語
公用語
- フランス語

地方言語
- モシ語
- リェレ語（英語版）
- ヌミ語[7]

## 交通

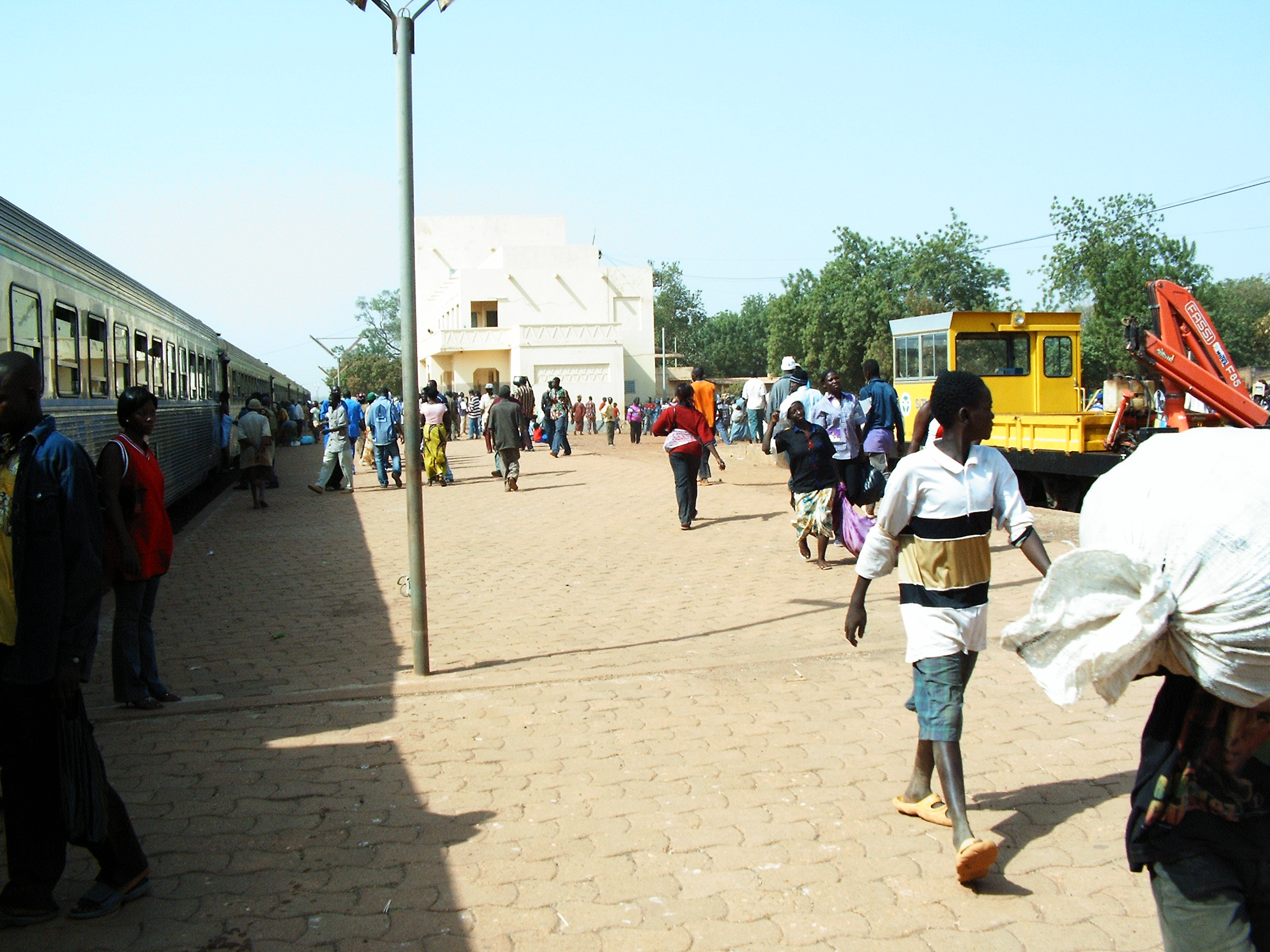
クドゥグ駅

### 道路
首都ワガドゥグーとボボ・ディウラッソを結ぶ東西道路が通る。

### 鉄道
国内唯一の鉄道が通る。

カヤ (ブルキナファソ)⇔ザンイアレ⇔ワガドゥグー⇔ビンゴ (ブルキナファソ)⇔クドゥグ⇔サラ (ブルキナファソ)⇔ボボ・ディウラッソ⇔ペニ⇔バンフォラ⇔ニアンゴロコ⇔(コートジボワール)

### 空港
空港は無い。
最寄りの空港は141km南東のワガドゥグー空港である。